# Osiedle Tysiąclecia (Poznań)

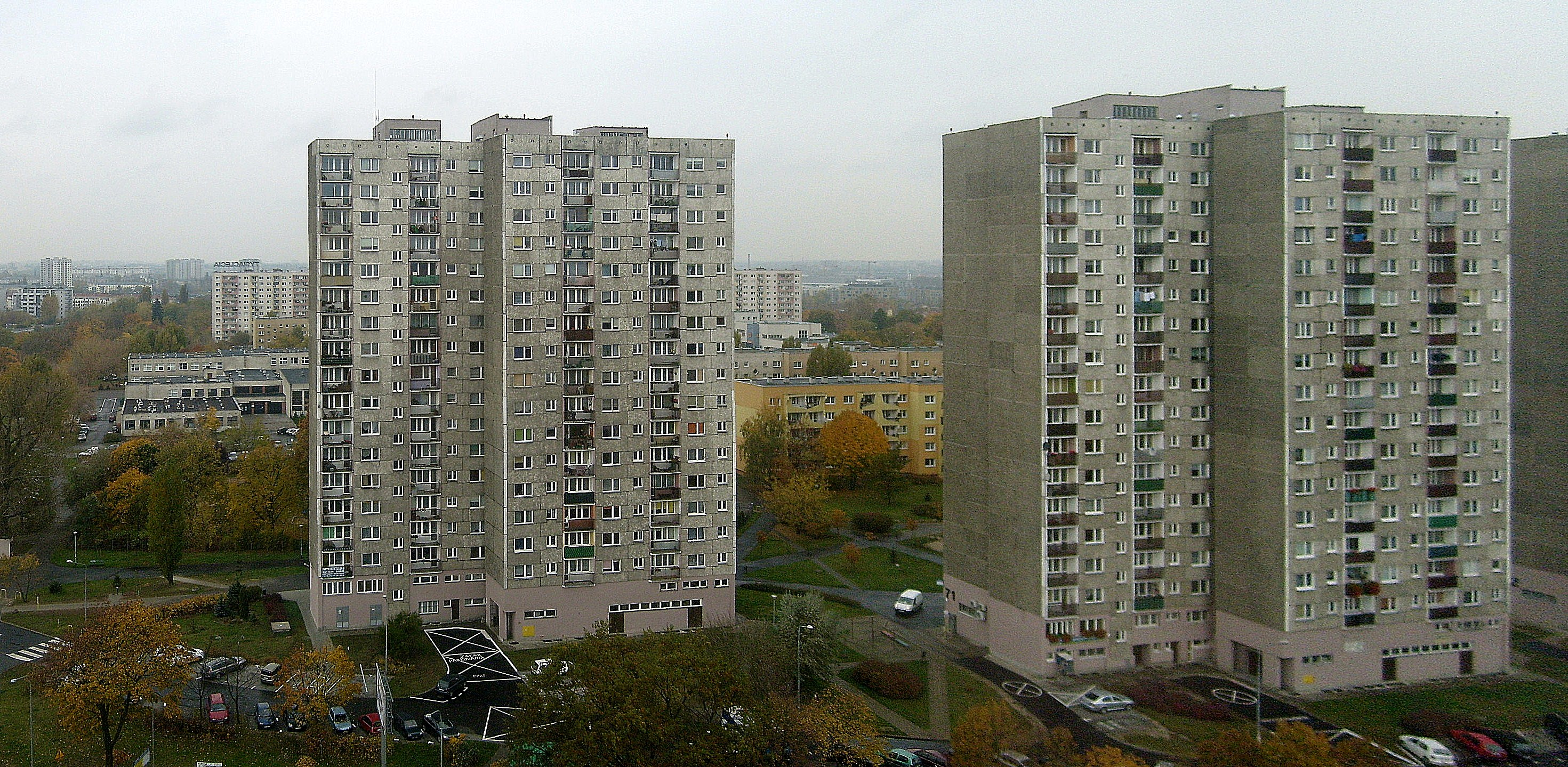
Wieżowce (nr 70 i 71)

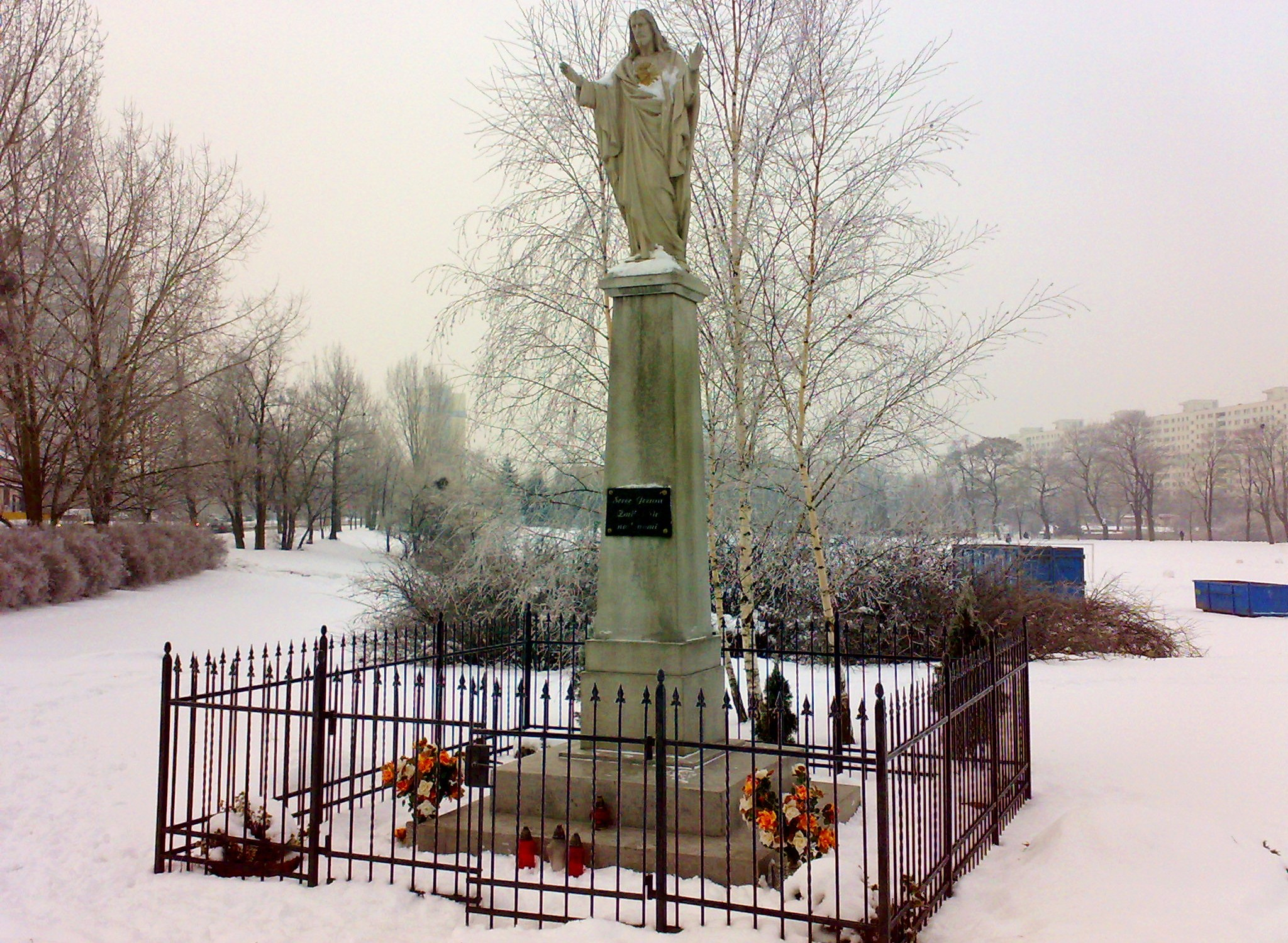
Kapliczka przydrożna na osiedlu z napisem Serce Jezusa zmiłuj się nad nami

Osiedle Tysiąclecia – osiedle mieszkaniowe, a jednocześnie jednostka obszarowa Systemu Informacji Miejskiej (SIM), wchodząca w skład większej jednostki obszarowej Chartowo, w Poznaniu, położone jest obok osiedli Lecha, Czecha i Rusa, na obszarze jednostki pomocniczej Osiedle Chartowo.  Zabudowę ograniczają ulice: abpa Baraniaka (na północy), Chartowo (na wschodzie), Piaśnicka (na południu) i Inflancka (na zachodzie).

## Architektura i zabudowa
Zabudowę osiedla stanowią trzy wysokościowce, kilka bloków pięciokondygnacyjnych i jeden jedenastokondygnacyjny. Na osiedlu znajduje się kościół rzymskokatolicki Parafii pw Pierwszych Polskich Męczenników, Gimnazjum nr 25, Przedszkole nr 160 Biały Orzeł oraz Osiedlowy Dom Kultury Jubilat. W 1989 otwarto tu oddział banku PKO BP. W modernistycznym parku dwa stawy na rzece Piaśnica i dwa sztucznie usypane kopce; również Użytek ekologiczny „Traszki Ratajskie”. Na jednym z bloków usytuowany był neon z nazwą osiedla.

## Przyroda
Na osiedlu znajduje się rozległy, modernistyczny park. Przez teren parku przepływa skanalizowana Piaśnica oraz Chartynia. W północnej części dochodzą tu lasy, będące częścią maltańskiego klina zieleni. Na osiedlu, w podmokłych miejscach parkowych, występuje chroniona traszka zwyczajna.

## Komunikacja
Osiedle posiada połączenie komunikacyjne MPK autobusowe linii: 157, 166, 181, 184, 212 i 222 oraz tramwajowe linii 3, 16, 17, 18, 201, 202.